# Гаспаро да Сало
Гаспа́ро да Сало́ (собственно Гаспаро из Сало, итал. Gasparo da Salò, настоящая фамилия Бертолотти; 20 мая 1540 — 14 апреля 1609, Брешиа, Италия) — один из первых скрипичных мастеров. Происходил из городка Сало на берегу озера Гарда. Приблизительно 80 из его инструментов всё ещё существуют: скрипки (маленькие и большие), альты, контрабасы и т. д.
Гаспаро оспаривает у Андреа Амати (Кремона) честь считаться создателем первых скрипок современного типа. Его дело продолжил Джованни Маджини.

## Жизнь и карьера
Гаспаро Берголотти родился в Сало на озере Гарда, в семье с юридическими, художественными, музыкальными и ремесленными интересами. Его дед Сантино, владелец земли и стада, который, как считается, производил музыкальные струны из овечьих кишок, переехал из Польпенацце-дель-Гарда в Сало, в столицу побережья Гарды, чтобы предоставить больше возможностей своей семье, поселив детей в художественной среде Сало. Сало считается «столицей» верхней части области Гарда в провинции Брешиа, которая была очень богатой, развитой и яркой. Гаспаро был сыном и племянником двух опытных музыкантов, Франческо и Агостино, которые были скрипачами и композиторами самого высокого профессионального уровня, достаточно выдающимися, чтобы их можно было упомянуть в сохранившихся документах, как «Виолончели» илирасширн, чтобы избежать сомнений, «Скрипки».
В дополнение к тому, что он был экспертом в музыкальных инструментах, дядя Гаспаро, Агостино, был первым капельмейстером Сало, а его сын Бернардино, двоюродный брат Гаспаро, был виртуозным музыкантом (скрипачом и тромбонистом), который, в начале работал в Ферраре, при влиятельном музыкальном дворе Эсте (Герцогство Феррара), а затем в Мантуе, для Винченцо Гонзага I, в годы Монтеверди и, наконец, в Риме, как «Музыкант Его Святейшества Папы в замке Сан-Анджело».
Своё музыкальное образование Гаспаро получил в период растущей утончённости и профессионализма среди музыкантов и скрипачей Сало и Брешиа, многие из которых играли в Базилике Сан-Марко в Венеции, а так же среди музыкантов многих европейских дворов с начала 1540-х годов до конца века. Его глубокое образование в области музыкального исполнения, предпринятое его известной музыкальной семьёй, подтверждается найденным в Бергамо документом о музыке в Санта-Мария Маджоре, от 1604 годом, в котором Гаспаро упоминается, как очень талантливый виолончелист.
В 1562 году, когда его отец умер, он переехал в Брешиа. Там Гаспаро сразу арендовал дом и основал магазин по соседству с центром музыкальной жизни, Contrada Antegnati, известный присутствием очень знаменитой династии органных конструкторов и других талантливых мультиинструменталистов, с 1528 года предоставленных муниципалитетом Брешиа, с профессиональным патентом (первый пример в Европе), каждый из которых был расположены во Второй Квадраде Св. Иоанна, перед Палаццо Веккьо дель Подеста (ныне Виа Каироли). Из его способности почти сразу взять в аренду дом с магазином в этом популярном районе и учитывая небольшую возможность существенного наследства, учитывая его значительное количество братьев и сестёр, можно сделать вывод, что Гаспаро пользовался некоторым успехом в традиционной семейной торговле струнами. Его бизнес был достаточно успешным, чтобы позволить ему жениться на Изабетте Кассетти, дочери керамиста и стеклодува, три года спустя. В течение этого времени Гаспаро поддерживал глубокие отношения с Джироламо Вирки, одним из самых известных мастеров города, известным в документе 1563, как «мастер музыкальных инструментов». И в 1565 году Вирки стал крёстным отцом детей Гаспаро Франческо, трёх сыновей по имени Маркантонио, двое из которых умерли в младенчестве и трёх дочерей.
Кроме того, в этом районе жили два очень известных органиста из Собора Брешиа, Фиоренцо Маскара и его преемник, Костанцо Антеньяти, а также известный скрипач, Джузеппе Биаджини. Как и многие другие брешские виртуозы — мультиинструменталисты (они обычно играли на 4 или 5 эрофонах, одной струне, а с середины века на новом ручной лире или скрипке), Маскара, также, отлично играл на коленной виоле. Непосредственное знание и дружба с Антеньяти и Джироламо Вирки открыли новые художественные горизонты, что привело к улучшению звучания и дизайна струн и струнных инструментов. Налоговая декларация 1568 года свидетельствует о процветающем бизнесе, который продолжал расти. В 1575 году он купил дом в районе Коссере, свою историческую штаб—квартиру, где затем изготовил множество инструментов. Его мастерская быстро стала одной из самых известных в Европе во второй половине XVI века по производству любого типа струнного инструмента того времени.
Гаспаро поднял искусство струнного дела на очень высокий уровень, передал эту традицию пятерым известным ученикам: старшему сыну Франчиско, французу Александру де Марсилису (из Марселя), Джованни Паоло Маджини из Боттичино в окрестностях Брешиа, Джакомо Лафранкини из Валле Камоника и производитель, известный только как Баттиста. Экспорт достиг Рима, Венеции и Франции, как ясно из Налоговой декларации 1588 года, где чётко написано об экспорте во Францию (вероятно из-за конкретной модели, названной Монтеверди «маленькая французская скрипка», до сих пор "маленькая скрипка во французском стиле) и в других документах так же. Гаспаро покупал струны и дорогостоящее дерево для своего искусства в Риме и Венеции. Бизнес позволил ему приобрести обширные земельные владения на территории Кальваджезе, с прилегающими усадьбами и фермерскими домами. Известно, что Гаспаро оказал существенную помощь своей сестре Людовике и выступил в качестве опекуна троих детей своего деверя, Рокко Кассетти, предположительно умершего вместе со своей женой во время чумы 1577 года.
Он умер 14 апреля 1609 года. Короткий, но значимый факт смерти гласит: «Мессер Гаспаро Бертолотти, мастер скрипки, умер и был похоронен в Санто-Хосеффо». Точное место, где лежат его останки среди могил Брешианского музыкального пантеона, в компании с Антеньяти Костанцо, Дон Чезаре Болоньни и Бенедетто Марчелло, неизвестно; вероятно, находится в братской могиле гильдии плотников. Один из его самых известных контрабасов, схожий со скоростью игры на скрипке (принадлежащей виртуозу 18-го века Доменико Драгонетти, сохранился сегодня в базилике Сан-Марко в Венеции; второй, исключительно редкий бас, возможно единственный сохранившийся пример классического виолончельного контрабаса с шестью отверстиями, был обнаружен римским мастером и реставратором, Луиджи Оттавиани, в музее музыкальных инструментов в Риме, где он сейчас выставлен. Третий контрабас хранится в хранилище Королевского музея Онтарио в Торонто, Канада, в рамках коллекции, подаренной Р. С. Уильямсом. Четвёртый был приобретён салодианской семьёй Биондо у Леонардо Колонна, одного из контрабасистов Театра Ла Скала в Милане, и теперь демонстрируется в одной комнате дворца городского совета в Сало и используется во многих Летних фестивалях, посвящённых Гаспаро да Сало. Ещё одна из его скрипок демонстрируется в Лобковицком дворце в Праге.

## Творческая жизнь
До сих пор нет однозначного ответа на вопрос о том, кто первым создал скрипку в её современном формате. Гаспаро да Сало, Гаспаро Дюффопрюггар (Каспар Тиффенбруккер) или Андреа Амати. Несомненно, Гаспаро разработал инструмент современного формата, очень мощный и ритмичный. Оказывается, модели Гаспаро были позже, между 1690 и 1700 годами, изучены Страдивари для создания типа скрипки, называемой «Long Strad», которая является одной из самых выдающейся моделей мастера. Есть основания полагать, что брешианские инструменты, на самом деле, были самыми популярными и востребованными во всей Европе в период Ренессанса, поскольку до 1630 года, они пользовались спросом при знатных музыкальных дворах гораздо больше, чем кремонские. После того, как чума убила самых известных брешианских мастеров, Кремона стала центром торговли скрипачей.
Хотя брешианские мастера не пережили чумы, их богатый вклад в производство инструментов, безусловно, имел место. Этот факт подтверждается письмом от 1636 года Фульдженчио Миканцио Галилео Галилею, в котором говорилось: «инструменты из Брешии легко купить …» и ещё одним документом, который гласит о том, что инструмент «можно найти на каждом углу …». Так же можно обнаружить множество брешианских струн, которые были перечислены во многих инвентаризациях музыкальных инструментов производителя или инструментов дилеров в Европе. Например, в 1954 году Франкойзе Лезуре перечисляет следующие инструменты: 63 лютни из Падуи, 17 из Венеции, 24 скрипки из Брешиа, 15 партий струн из Флоренции, 21 из Сиены. Также примечательно, что слово «скрипка» появляется в архивных документах Брешии, по крайней мере, в 1530 году, а в Кремоне, примерно только через пятьдесят лет. Некоторые из брешианских скрипок были чудесно украшены, в то время как в других работах присутствовали грубые черты в отделке, но почти все подлинные сохранившиеся образцы мастеров и их учеников известны своей красотой.
Сам Гаспаро создал много скрипок, которые соответствуют стандарту современной скрипки, в эпоху, когда точные определения семейства скрипичных инструментов ещё не были стандартизированы, а также небольшое количество моделей было произведено по меньшему образцу (вероятно, на «французский манер»). В дополнение к скрипкам, он создавал альты разных размеров, от маленьких (39 см = 15,4 «), до очень больших (44,5 см = 17,5»), виолончели и, вероятно, лиры и лироны.
В сохранившихся документах Гаспаро упоминается, как «мастер скрипок», ещё в 1568 году. Это название было дано создателям скрипки, и в современных документах чётко отличалось от названия «sonadore de violini» (скрипачи). Титул скрипичный мастер, по-видимому, использовался в Брешии с 1558 года, и, впервые, приписывается мастерам Гульельмо Фриджиади и Франческо Инверарди до прибытия Гаспаро, который в то время ещё находился в Сало. Сравнительно мало известно о главном сопернике Гаспаро за звание создателя первой современной скрипки, Андреа Амати, так как не хватает документальных свидетельств, относящихся к созданию скрипки Амати, которые имеются относительно Гаспаро. Известно, что существует одиннадцать документов, ссылающихся на Амати, по сравнению с сотней существующих на Гаспаро. Из одиннадцати только один документ ясно упоминает работу Амати, и он сравнительно поздний, датируемый 1576 годом, и в нём просто говорится: «l’arte sua è de far strumenti da sonar» («его искусство состоит в том, чтобы создавать инструменты для игры»). Заметно отсутствует какое-либо упоминание о знаменитой скрипке Амати, которая, по-видимому, была изготовлена в начале 1560-х годов, вероятно, с большим успехом.
С 1581 по 1588 год письменные упоминания Гаспаро как мастера скрипки дополняются латинскими названиями, такими как «artefici (или artifex) instrumentorum musicorum» (производитель музыкальных инструментов) и итальянским названием «artefice d’istrumenti musici» (производитель музыкальных инструментов) и «instrumenti de musicha» (музыкальные инструменты), чтобы подчеркнуть своё мастерство во всех видах инструментов. В 1585 году он возобновил использование старого традиционного титула «мастера скрипок», который оставался его специальностью с 1591 года до его смерти, за исключением короткого периода, в феврале и марте 1597 года, когда он упоминается, как «мастер цитры». В архивном документе 1588 года (налоговая декларация) упоминается об экспорте работ Гаспаро во Францию.
Известно, что около восьмидесяти инструментов Гаспаро да Сало сохранились до наших дней. Они представлены среди произведений Страдивари, Гварнери, Амати, Якоба Штайнера и его ученика, Джованни Паоло Маджини. Эти инструменты являются уникальными примерами высочайшего мастерства, достигнутого в Брешианском или, даже, в Европейском скрипичном искусстве его эпохи. И даже сегодня эти инструменты продолжают обладать исключительными тональными характеристиками. Благодаря своей исключительной красоте, узоры и орнаменты Гаспаро часто повторяются в современных коммерческих сферах развлечения. Современные дань и уважение Гаспаро прослеживаются именно в давней традиций копирования и подражания творчеству великого мастера. Анализ Чарльза Бира, касательно лучших работ последнего периода Гварнери дель Джезу, включая знаменитый Vieuxtemps Гварнери 1741 года, демонстрирует, что Гварнери очень строго скопировал завиток, используемый Гаспаро, который помог разработать инструмент современного характера, с очень мощным звучанием.
Виртуозы, также, давно признали исключительные качества скрипок, альтов и контрабасов Гаспаро. В 1842 году норвежскому виртуозу Уле Булль завещали неиспользованную, богато украшенную скрипку Да Сало, первоначально сделанную в 1562 году. Бенвенуто Челлини вырезал свиток этого впечатляющего инструмента, который находится на постоянной экспозиции в рамках выставки «Люди и имущество» в Vestlandske Kunstindustrimuesum в Бергене.
Известно, что из-за дефицита только пять инструментов, изготовленных Гаспаро да Сало, были проданы на аукционе с 1893 года. Совсем недавно Christie’s выставил на аукцион скрипку за 10 000 долларов, в 1980 году, и альт, в 2010 году, за 542 500 долларов.
Среди скрипачей, играющих на инструментах Гаспаро — Жерар Коссе, Джеймс Данэм и Амихай Грос.

## Галерея

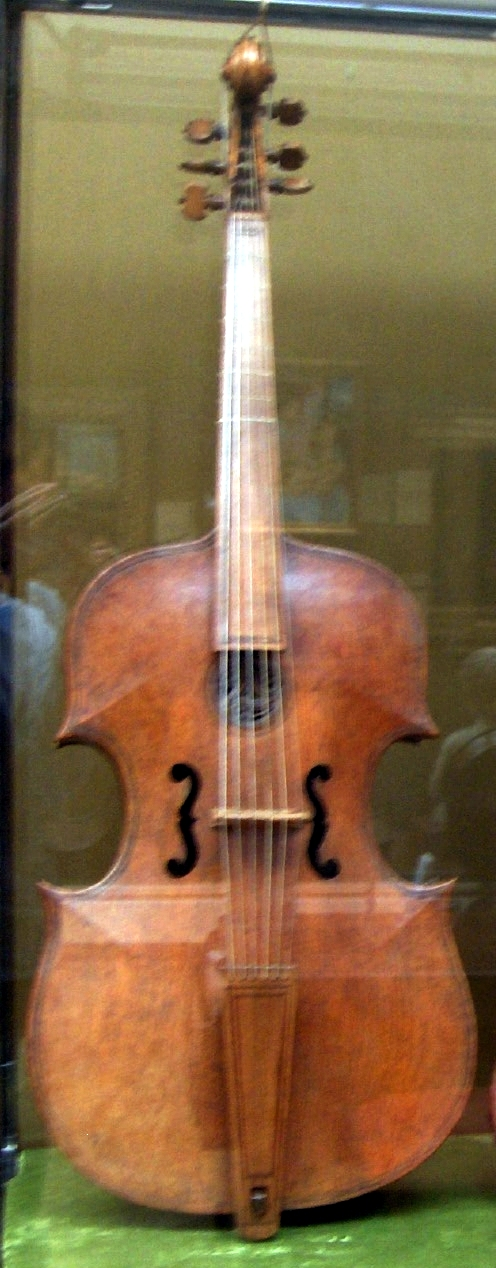
Скрипка (Музей Эшмола)
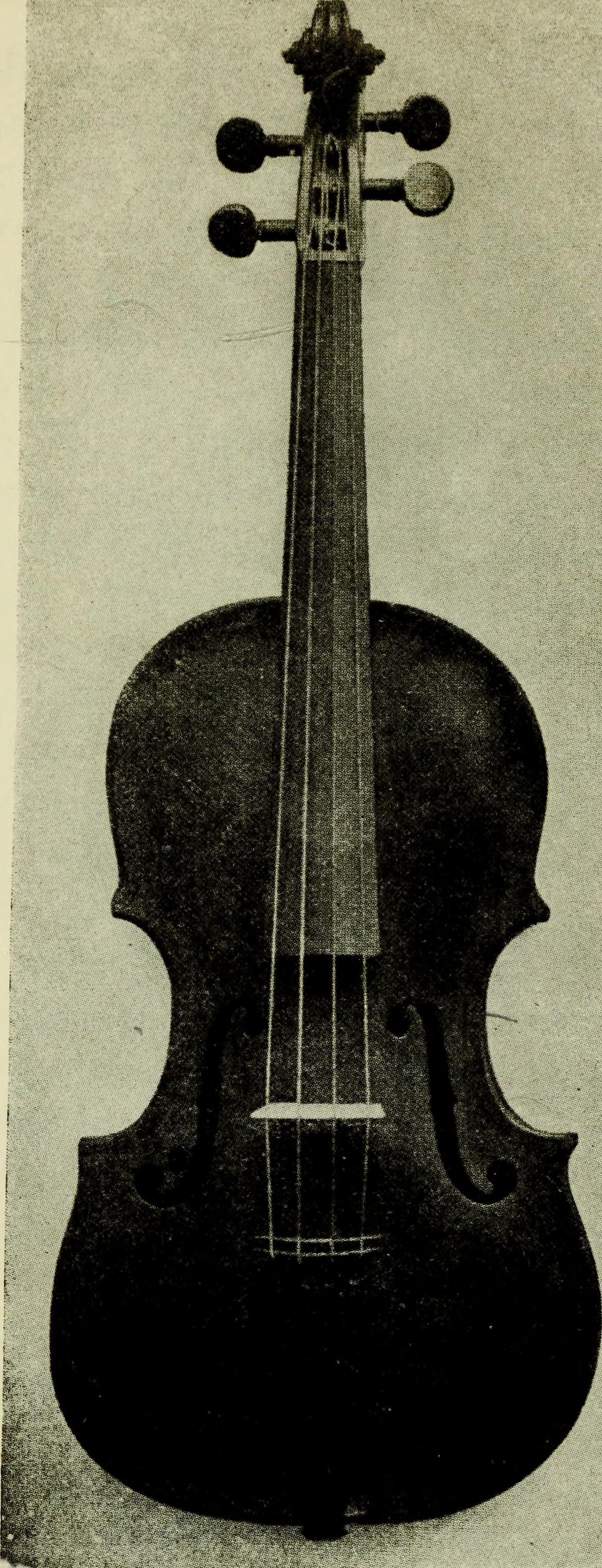
Скрипка (Esther 1917)

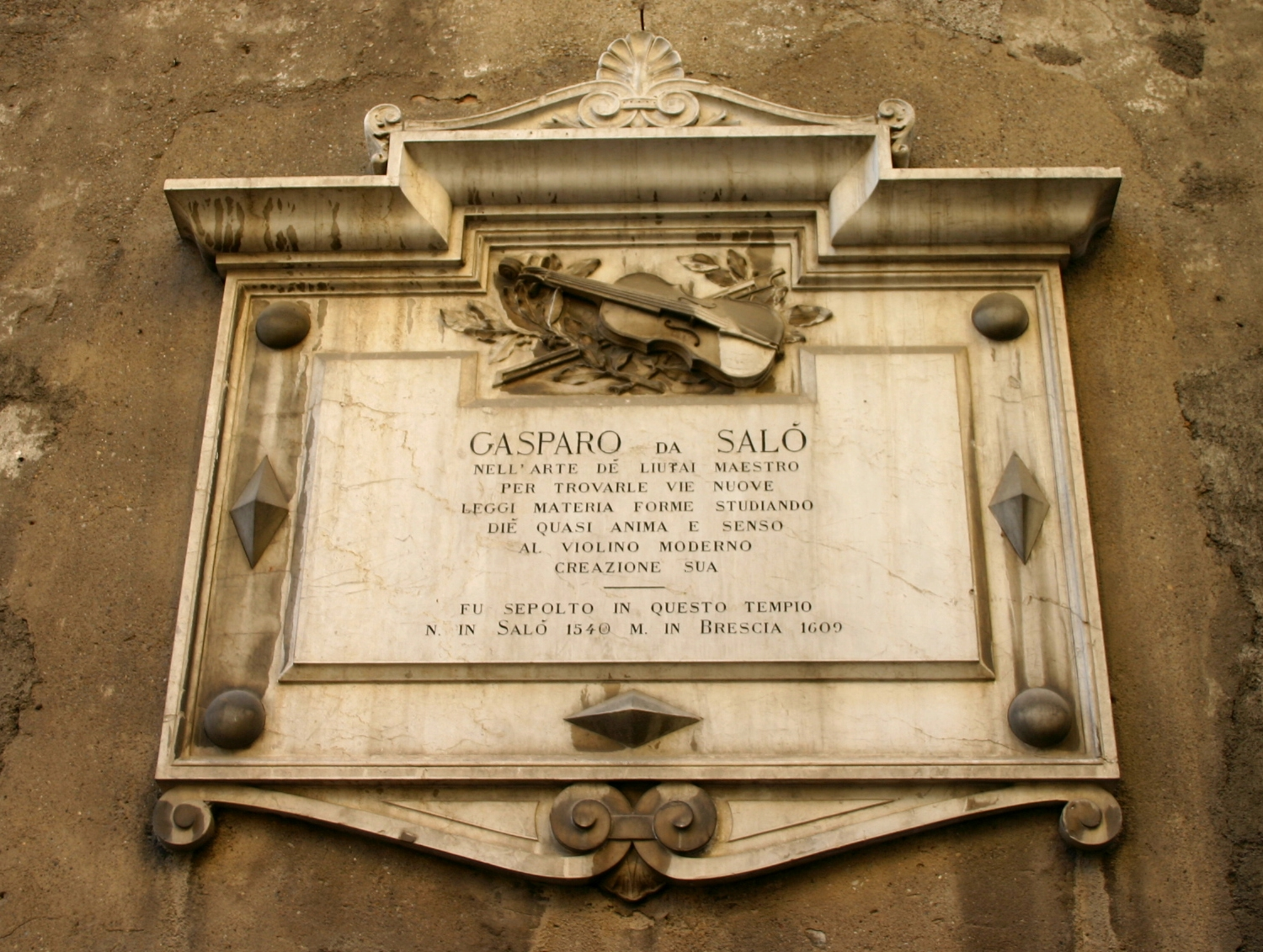
Мемориальная доска  (Церковь Сан-Джузеппе в Брешиа)